# Masaši Ebinuma
Masaši Ebinuma, (japonsky: 海老沼 匡, * 15. února 1990 v Ojama (小山), Prefektura Točigi, Japonsko) je japonský zápasník-judista, bronzový olympijský medailista z roku 2012 a 2016.

## Sportovní kariéra
S judem začal v 5 letech v Nogi-mači (野木町), Prefektura Točigi. Po základní škole jeho kroky směřovaly do Tokia, kde se připravoval v známé judistické škole Kódógakuša (講道学舎). Vrcholově se judu věnoval na Meidži University pod vedením Kenzó Nakamury. V roce 2010 společně s Džunpeiem Morišitou obsadil v japonské reprezentaci volné místo v pololehké váze po odchodu Masata Učišiby. V roce 2012 uhájil jako úřadující mistr světa před Morišitou nominaci na olympijské hry v Londýně. V úvodním kole nedal šanci vyniknout Kanaďanu Sasha Mehmedovicovi, kterého ve druhé minutě poslal nádherně provedenou koši-gurumou na yuko, po minutě navýšil vedení technikou seoi-nage na wazari a po další minutě zápas ukončil na ippon nádherně provedeným o-uči-gari. V dalším kole se však trápil s nepříjemným obousměrným úchopem Kazacha Sergeye Lima, kterého porazil až v závěru prodloužení. Vítězná technika však stála za to, šlo vysoko provedené levé ippon-seoi-nage. Ve čtvrtfinále nastoupil proti Korejci Čo Čun-hovi a po kontroverzním průběhu (viz níže) postoupil do semifinále. V semifinále se utkal s mladým Gruzíncem Lašou Šavdatuašvilim a nemohl najít rytmus proti jeho dynamickému pohybu. V polovině zápasu se kolem něj Gruzínec šikovně obtočil a za stálého pohybu ho technikou sumi-gaeši poslal na ippon. V boji o třetí místo se utkal s dalším překvapivým účastníkem finálových bojů. Polák Paweł Zagrodnik přijel na olympijský turnaj v životní formě. Začátkem druhé minuty se ujal po krásně provedeném seoi-nage vedení na wazari. Minutu před koncem zápasu však podruhé v turnaje zaváhal a nechal se Polákem hodit technikou eri-seoi-nage na záda do mostu. Rozhodčí původně ohodnotil techniku ipponem, ale videorozhodčí hodnocení snížil na wazari (pád do mostu se bere oficiálně za ippon až od roku 2013). V prodloužení měl mírnou převahu, kterou zužitkoval po minutě překrásným hodem curi-goši na ippon. Získal bronzovou olympijskou medaili.
V roce 2014 prohrál na mezinárodní scéně soutěžní zápas po dvou letech s Kamalem Chanmagomedovem na mistrovství světa týmů. V roce 2015 ho o čtvrtý titul mistra světa připravil Uzbek Rishod Sobirov kontrachvatem o-uči-gaeši. V roce 2016 uhájil nominaci na své druhé olympijské hry v Riu v těžké japonské konkurenci. V úvodním kole rozesmutnil domácí publikum vyřazením technikou osaekomi-waza Brazilce Charlese Chibanu. V dalším kole poslal nejprve Číňana Ma Tuan-pina technikou sumi-gaeši na yuko, za dvě minuty dostal Číňana do držení na wazari a vzápětí zápas ukončil svojí osobní technikou seoi-nage na ippon. Ve čtvrtfinále se utkal s Wanderem Mateem z Dominikánské republiky a hned v první minutě se ujal technikou seoi-nage vedení na wazari a minutu před koncem zápas stejnou technikou ukončil na ippon. V semifinále se utkal s Korejcem An Pa-ulem. V polovině zápasu získal na Korejci šido, které však neudržel. V poslední minutě přestal na svého soupeře kondičně stačit. Jen za cenu šida ustál několik An Pa-ulových nástupů do seoi-nage. V prodloužení jeho naděje na finále pohasly, když An Pa-ul kontroval jeho propagační nástup do seoi-nage. V boji o třetí místo porazil v závěru Kanaďana Antoina Boucharda technikou seoi-nage na ippon a získal svoji druhou bronzovou olympijskou medaili.
Masaši Ebinuma je levoruký judista, představitel klasické japonské školy juda, výborný v technikách nage-waze, jeho osobním technikou je seoi-nage.

### Masaši Ebinuma vs. Čo Čun-ho
Čtvrtfinále olympijských v Londýně v pololehké váze mezi Japoncem Masaši Ebinumou a Korejcem Čo Čun-ho se zapsalo do dějin sportovního juda. Kvůli tomuto zápasu zmizel od roku 2013 z judistického slovníku pojem hantei tj. verdikt sudích, kteří pomocí praporků určil vítěze bodově vyrovnaného zápasu.
Prestižní asijské derby začalo výpadem Čo Čun-hoa technikou seoi-nage, které Ebinuma bez potíží ustál. Následoval poctivý boj o úchop, který Čo Čun-ho ukončil propagačním nástupem do seoi-nage. Čo Čun-ho byl v první minutě opticky aktivnější. První Ebinumův výpad přišel až po minutě, když se bez dobrého úchopu pokusil o seoi-nage. Čo Čun-ho měl v první polovině v úchopu převahu a střídal jeden nástup do seoi-nage za druhým. Nejnebezpečnějším nástupem bylo seoi-nage přes opačné rameno v čase 1:40, po kterém si však vyhodil pravý loket. V polovině zápasu dostal Ebinuma šido za pasivitu a následně poprvé výrazně zahrozil nástupem do seoi-nage. V dalším průběhu se začala karta pomalu obracet na stranu Ebinumi, který v úchopu začal mít převahu. V čase 3:30 dostal Čo Čun-ho šido za pasivitu. V poslední minutě normální hrací doby Čo Čun-ho po vybojovaném úchopu za krkem nastoupil do první uči-maty a patnáct sekund do konce do druhé uči-maty, při které se dopustil pravděpodobně vědomého faulu waki-gatame. Rozhodčí si faulu nevšimli.
V prodloužení pokračovala mírná Ebinumova převaha v úchopu, ale též výborná obrana Čo Čun-ha. V čase 1:10 Čo Čun-ho zahrozil výpadem seoi-nage, které Ebinuma s problémy ustál. V čase 1:19 došlo pravděpodobně k rozhodující akci zápasu, při které si Ebinuma získal na svou stranu diváky. Ebinuma poslal rychlým výpadem ko-uči-gake Čo Čun-ha na zem. Rozhodčí techniku ohodnotil yukem, ale videorozhodčí hodnocení odvolal. Nutno podotknout že správně, protože Čo Čun-ho pád kontroloval loktem. V poslední minutě byl aktivnější Čo Čun-ho. Půl minuty do konce prodloužení po vyhraném úchopu nastoupil do uči-maty, kterou však Ebinuma s přehledem kontroloval. Následovalo hantei a po chvilce napětí brazilský rozhodčí Edson Minakawa se svými dvěma asistenty zvedly modré praporky, tedy barvu judogi, která v zápase patřila Korejci Čo Čun-ho. Po tomto verdiktu nastal v hale pískot a bučení, Ebinumův trenér Kenzó Nakamura vehementně ukazoval směrem k jury, trenér Čo Čun-ha Čong Hun měl ruce nad hlavou. Po minutě si zavolal rozhodčí předseda jury Španěl Juan Carlos Barcos, nařídil Minakawovi a jeho asistentům (Massimo Sulli a Nagmanjon Mirzarahmanov) změnit hantei ve prospěch Ebinumi a uspokojit dav.

### Vítězství
- 2009 - 2x světový pohár (Abú Zabí, Kano Cup)
- 2013 - 1x světový pohár (Düsseldorf)
- 2014 - 1x světový pohár (Düsseldorf)
- 2016 - 1x světový pohár (Paříž)

## Výsledky
| Olympijské hry    | —  |   |     |    | 3. |    |    |     | 3. |  |  |  |  |  |  |  |  |  |  |  |  |  |
| Mistrovství světa |    | — | úč. | 1. |    | 1. | 1. | úč. |    |  |  |  |  |  |  |  |  |  |  |  |  |  |
| Asijské hry       |    |   | —   |    |    |    | —  |     |    |  |  |  |  |  |  |  |  |  |  |  |  |  |
| Mistrovství Asie  | —  | — |     | —  | —  | —  |    | —   | —  |  |  |  |  |  |  |  |  |  |  |  |  |  |
| MS juniorů        | 3. | — |     |    |    |    |    |     |    |  |  |  |  |  |  |  |  |  |  |  |  |  |